# بارني إس. بيترسون
بارني إس. بيترسون هو سياسي أمريكي، (و. 1853 – 1931 م). نشط حزبياً في الحزب الجمهوري. وقد انتخب عضو جمعية ولاية ويسكونسن ‏.